# Tossal de la Collada Gran
El Tossal de la Collada Gran és una muntanya de 2.141,1 m. alt. del terme municipal de la Torre de Cabdella, en el municipi primigeni d'aquest nom, pertanyent a la comarca del Pallars Jussà.
És a llevant del Tossal de la Costa, damunt i al sud-oest d'Espui i al nord-oest d'Aiguabella.